# Mate.Feed.Kill.Repeat
Mate. Feed. Kill. Repeat es el primer lanzamiento de la banda estadounidense de metal alternativo Slipknot, lanzado el 31 de octubre de 1996. El lanzamiento original estaba limitado a 1000 unidades. En un principio la banda se encargó directamente de distribuir las copias, aunque en 1997 comenzaron a distribuir las copias restantes a través de -ismist Recordings. Debido a la escasez, después del ascenso a la fama, el disco se ha convertido en una pieza de colección.
A pesar de ser considerado el álbum debut de la banda, ellos consideran Mate. Feed. Kill. Repeat. como un demo y han desarrollado y relanzado la mayoría de las canciones en sus posteriores lanzamientos, si bien es cierto que en formas radicalmente distintas. Se grabó en Des Moines, Iowa y se tardó en hacerlo unos siete meses. La música del álbum contiene influencias del funk, jazz y música disco, que no aparecen tan claramente en lanzamientos posteriores. Muchas de las letras y el título del disco están inspirados en un juego de rol llamado Werewolf: The Apocalypse. Las canciones contienen un "énfasis en la composición no tradicional" y temas melódicos que no se ven en sus siguientes discos. Algunos temas como "Gently" y "Killers Are Quiet" se regrabaron para el disco Iowa, junto a "Killers Are Quiet" renombrado como "Iowa" y con las letras alteradas.

## Grabación y producción
A finales de 1995 Slipknot entró junto al productor Sean McMahon a los estudios SR Audio, ubicados en su ciudad natal Des Moines para comenzar a trabajar en lo que pretendía que fuese su álbum debut. McMahon recuerda que la banda "estaba muy motivada", ya que pasaron la gran mayoría del tiempo de los siete meses que llevó la producción dentro del estudio. Slipknot se autofinanció la producción, que se estima que les costó unos 40.000 dólares. La banda ha expresado cuánto aprendieron con el proceso, ya que era la primera vez que grababan su música. Recuerdan que grabar los elementos de percusión adicionales fue un reto. Buscaban un sonido tribal, pero encontraron problemas como errores de tempo, por lo que en este período de tiempo refinaron su sonido, experimentaron levantado paredes para aislar la batería y reorganizaron partes. En febrero de 1996, durante el proceso de mezcla, el guitarrista Donnie Steele decidió abandonar la banda por motivos religiosos, por lo que Craig Jones ocupó su lugar en la banda. Sin embargo, la banda vio que en la grabación había incluido tantos samples que no sería posible reproducir la música en directo. Para solucionar el problema Jones pasó a dedicarse de forma exclusiva a los samples y Mick Thomson se unió como guitarrista. Mate. Feed. Kill. Repeat. se lanzó el 31 de octubre de 1996 con una fiesta en el The Safari, un club local donde la banda tocó muchos de sus primeros conciertos.

## Música y letras
El estilo musical de Slipknot ha sido refutado constantemente debido a la diversidad de géneros que cubren, pero Mate. Feed. Kill. Repeat. es el lanzamiento más experimental y es considerablemente distinto al estilo heavy por el que se hicieron posteriormente famosos. Uno de los propósitos iniciales de la banda era el de mezclar muchos géneros distintos para conseguir así un estilo propio; antes de llamarse Slipknot, algunos de sus miembros tocaban juntos con el nombre de "Meld" (unir) debido a esto. No obstante, sigue habiendo similitudes con el sonido que hizo famoso a la banda. Canciones como "Slipknot", "Some Feel" y "Only One" contienen una fuerte influencia del heavy metal, sobre todo en cuanto al sonido de las guitarras. Pistas como "Tattered & Torn" y "Killers Are Quiet" incluyen ese estilo angustioso y lento que utilizaron en sus posteriores trabajos. La canción "Gently", tiene el sonido característico del groove metal combinado con algo de nü metal. El álbum, contiene elementos de jazz y funk, aunque "Confessions" es la única pista dominada completamente por estos estilos. "Do Nothing/Bitch Slap" es la canción más compleja del disco, combinando estos dos estilos junto con elementos de música disco. El título del disco y la mayoría de sus letras están inspiradas en el juego de rol Werewolf: The Apocalypse. El vocalista Anders Colsefini y el percusionista Shawn Crahan compartían un interés mutuo en el juego y fue una gran influencia para la banda. Colsefini comentó sobre esto: "Lo atractivo era poder jugar a ser una persona distinta", declarando que esta es la esencia de Slipknot.

## Legado
La tirada inicial del disco fue de 1000 copias y desde que la banda se hizo famosa en 1999 se ha convertido en una rareza muy valorada por sus fans. Al principio la banda distribuyó el disco de forma independiente, distribuyéndolo entre sus seguidores, las emisoras de radio y las discográficas. El 13 de junio de 1997, -ismist Recordings se hizo cargo de la distribución de las copias sobrantes. Estas copias han ido subiendo de valor monetario; en 2010 se vendió una copia por 990.50 dólares en una subasta de eBay. Debido al gran interés suscitado por el disco y la poca cantidad de copias originales se han grabado multitud de bootlegs en diversos formatos: CD, MP3 e incluso vinilo. Según datos de 2003, ninguno de los integrantes del grupo posee una copia de original de Mate. Feed. Kill. Repeat.
A menudo se discute si Mate. Feed. Kill. Repeat. es un demo o el disco debut de la banda. Los integrantes del grupo lo consideran un demo debido al drástico cambio de estilo y todos los cambios de formación antes del lanzamiento de su primer álbum. La banda revisó y regrabó la gran mayoría de las canciones para utilizarlas en discos posteriores. Una de las evidencias es el tercer disco de la banda Vol. 3: (The Subliminal Verses), cuyo título da a entender que es su tercer disco de estudio. No obstante, en el momento de su lanzamiento Mate. Feed. Kill. Repeat. estaba pensado para ser el debut de la banda.

## Lista de canciones
1. "Slipknot" – 6:55
2. "Gently" – 5:16
3. "Do Nothing/Bitchslap" – 4:19
4. "Only One" – 2:33
5. "Tattered & Torn" – 2:35
6. "Confessions" – 5:05
7. "Some Feel" – 3:36
8. "Killers Are Quiet" – 10:02
9. "Dogfish Rising" (canción oculta) – 5:02

## Personal
| Slipknot - Anders Colsefini: Voz, Percusión - Josh Brainard: Guitarra, Coros, Bajo eléctrico en "Dogfish Rising" - Donnie Steele: Guitarra, Coros (solo en pistas 1 y 6) - Shawn Crahan: Percusión, Coros, Batería en "Dogfish Rising" - Paul Gray: Bajo eléctrico, Coros, Voz en "Dogfish Rising" - Joey Jordison: Batería, Percusión, Guitarra en "Dogfish Rising" - Mick Thomson: Guitarra (está acreditado, pero no tocó en el álbum) - Craig Jones: Sampler (está acreditado, pero no tocó en el álbum) | Producción - Sean McMahon – productor, ingeniero de sonido, mezclas, masterización - Mike Lawyer – masterización - Stefan Seskis – fotografía |

## Información de coleccionista
- http://www.matefeedkillrepeat.com/main/main.html - Sitio web que detalla las diferencias entre las copias originales y las copias, lista de poseedores y precios de venta.

- Datos: Q902506